# SCM Universitatea Craiova (baschet masculin)
SCM Universitatea Craiova este un club românesc de baschet, cu sediul în Craiova, România. Echipa joacă în sezonul 2013-2014, în Divizia A. Terenul propriu al echipei este Sala Polivalentă.

## Istorie
În ultimii ani, echipa s-a mai numit și CSM Universitatea Craiova și CSU Craiova. Echipa s-a înființat în 2003, dar între anii 2004 și 2007, nu a participat în nicio competiție. SCM CSU Craiova a revenit în sezonul trecut în Divizia A, după mulți ani în care a stat în divizia secundă. În sezonul 2012-2013, SCM U Craiova a terminat pe locul patru, la finalul sezonului regulat calificându-se în play-off. Au jucat doar prima rundă, pe care au pierdut-o cu 0-3 în fața echipei CS Gaz Metan Mediaș. Echipa a jucat în sezonul 2013-2014 în Liga Balcanică, dar a terminat pe penultimul loc.